# The Pink Phantom
«The Pink Phantom» és una cançó de la banda virtual de rock alternatiu Gorillaz amb la col·laboració del cantant Elton John i el rapper 6lack. Es va publicar l'1 d'octubre de 2020 com a vuitè senzill de l'àlbum Song Machine, Season One: Strange Timez, dins del projecte audiovisual Song Machine.
Es va enregistrar durant la pandèmia de COVID-19, de manera que Damon Albarn ho va fer des de Devon i Elton John des de Londres. Originalment, John havia de cantar en solitari a Atlanta, però Albarn va coincidir amb 6lack i EarthGang, i llavors Albarn va decidir afegir-hi a 6lack. El videoclip fou dirigit per Jamie Hewlett, Tim Court i Max Taylor, i és un homenatge al personatge de ficció la Pantera Rosa, de la dècada de 1960.

## Llista de cançons
| Núm.          | Títol                                       | Durada |
| ------------- | ------------------------------------------- | ------ |
| 1.            | «Machine Bitez #14»                         | 0:46   |
| 2.            | «The Pink Phantom» (amb Elton John i 6lack) | 4:13   |
| 3.            | «Machine Bitez #15»                         | 0:45   |
| 4.            | «Machine Bitez #16»                         | 0:37   |
| Durada total: | Durada total:                               | 6:21   |

## Crèdits
Gorillaz
- Damon Albarn – cantant, instrumentació, director, teclats, baix, piano
- Jamie Hewlett – artwork, disseny de personatges, direcció vídeo
- Remi Kabaka Jr. – programació bateria

Músics addicionals i tècnics
- Elton John – cantant, piano
- 6lack – cantant, enginyeria
- John Davis – enginyeria masterització
- Samuel Egglenton – enginyeria
- Matt Doughty – enginyeria
- Stephen Sedgwick – enginyeria, enginyeria mescles